# محمد عبد الرحمن الجحلان
محمد بن عبد الرحمن الجحلان؛ (1953- 19 يوليو 2009)، أديب وصحفي سعودي، وأحد أهم أسباب تقدّم الصحافة السعودية في السنوات الماضية، يُصنف من بينَ الصحفيين الذينَ كرسوا حياتهم لخدمه الصحافة وأحد أهم رجالات الصحافة السعودية.

## بدايته ودراسته
عاش في كنف والده عبد الرحمن الجحلان، وبعد تخرجّه من الثانوية درس في جامعة الإمام محمد بن سعود الإسلامية وحصل على شهاده البكالوريوس في اللغة العربية بتقدير امتياز.

## حياته المهنية
بدأ حياته المهنية في نادي الهلال كلاعب تنس طاوله ثُم انتقل بعدها للعمل الصُحفي في جريدة الرياض حيثُ أحب العمل الصحفي منذ نعومة أظافره، كان صباحًا يأتي للجامعة بعينان يحذوهما النعاس لأنه كان ليلاً في الجريدة في أبلغ قصص للكفاح والعمل الجاد، بعد تخرجه من الجامعة شغل منصب محرر في القسم الرياضي وسُرعان ما أصبح رئيسًا له، ثم عمل في أقسام الجريدة المحلية والسياسيّة حتّى أصبح مُديرًا للتحرير ثُم نائبًا لرئيس التحرير لسنواتٍ عديدة بلغت 19 عامًا حتّى ترك العمل بسبب ظروفه الصحيّة. بعد تركه للجريدة تدهورت حالته حيثُ تلقى العلاج في الولايات المتحدة الأمريكية في مدينة بوسطن ثُم عادَ للرياض.
كانت لديه العديد من المواقف العظيمة مع جميع الصحفيين والمسؤولين ويتمتع بصداقات عديدة، حيثُ أجمع الوسط الصحفي على أنه ترك أثرًا بالغًا في نفوسهم والصحافة، ولُقب بأستاذ أروقة الصحافة السعودية، حيث كان يتمتع بالروح المرحة والقلب الطيب مع الجميع.

## إشقائه
لدي عبد الرحمن خمسة إشقاء هما :
الدكتورعبد الله الجحلان: رئيس تحرير مجلة اليمامة وأمين عام هيئة الصحفيين السعوديين.
جارالله الجحلان.
عبدالمحسن الجحلان

## وفاته
توفي صباحًا في يوم 19 يوليو 2009 بعد معاناة وصراع مع مرضٍ عضال في مدينة الملك فهد الطبية بالرياض.